# Kinder (Louisiane)
Pour les articles homonymes, voir Kinder.
Kinder est une ville de la paroisse d'Allen, en Louisiane, aux États-Unis,. Le village est fondé en 1903, dans la partie sud de la paroisse

## Source de la traduction
- (en) Cet article est partiellement ou en totalité issu de l’article de Wikipédia en anglais intitulé « Kinder, Louisiana » (voir la liste des auteurs).